# Александрович Графи
Александрович Графи (Александрович II, пол. Aleksandrowicz (Alexandrowicz) Hrabia, Aleksandrowicz II) – польський герб шляхетський, графський різновид герба Александрович.

## Опис герба
Опис створений у відповідності з класичними правилами бланзування:
В червоному полі дві срібні коси в косий хрест, в місці їх з'єднання сходяться два мечі. Над щитом графська корона. Над нею шолом. В клейноді над шоломом в короні три пера страуса, одне золоте між двома червоними.
За версією цього герба з гербовника Миколи Павлищева, щит був обрамлений вузькою золотою лиштвою.

## Історія
Герб було надано з титулом графа Королівства Галіції і Лодомерії (з правом звертання hoch - und wohlgeboren, graf von) Станіславу Вітольду Александровичу (1781†1826) 9 жовтня 1800 року імператором Священної Римської імперії Францом II. Він був сином Томаша Валеріана Александровича гербу Александрович з родовим придомком Вітольд (Witold) (бл. 1732†1794), каштеляна візького (1775—1779), підляського (1779—1790) і останнього воєводи підляського (1790—1794) та Маріанни з Ледуховських гербу Шалава. В 1819 році отримав підтвердження графського титулу від депутації Сенату Королівства Польського і в 1824 році його було вписано до списку осіб, яким дозволено вживання титулів гонорових. 27 грудня 1847 його два сини — Станіслав Алоїз Томаш Антоній (1817†1888) та Антоній Томаш отримали підтвердження свого графського титулу в Російській імперії. В свою чергу два сини Станіслава Алоїза Томаша Антонія Александровича — Станіслав Марія Аполінарій (1851†1919) та Вітольд Зигмунт Александер (1853†1917) при набутті прусського підданства в Берліні 23.07.1868 року отримали право вживання прізвища граф Вітольд-Александрович (офіційно добавили до прізвища Александрович свій старий родовий придомок Вітольд). Рід вигас в 1919 році зі смертю старшого з братів, графа Станіслава Марії Аполінарія, внука першого графа Станіслава Вітольда Александровича, що не залишив по собі потомства, як і його молодший брат, що помер двома роками раніше.

## Роди
Одна родина:
граф фон Александрович.

## Дивись також
Александрович.